# Rafael Forero Fetecua
Rafael Forero Fetecua (Cajicá, 17 de febrero de 1938 - Bogotá, 16 de diciembre de 1994) fue un empresario, urbanista informal y político colombiano.

## Biografía
De origen campesino, sus padres fueron Cayetano Forero y Delfina Fetecua, quienes engendraron 11 hijos siendo Rafael el menor. Solo estudió hasta el cuarto grado de primaria por lo que tuvo que trabajar vendiendo la cosecha en distintas plazas de mercado de varios municipios de la Sabana. 
En 1957, estuvo a punto de perder la vida por cuenta de un accidente de tránsito cuando conducía su volqueta contra un bus intermunicipal cuando iba con su novia Margarita Pulido para casarse. Al ser requerido por la Policía para la investigación, meses más tarde un juez decide ponerle en libertad y finalmente se consuma su matrimonio. Posteriormente nacerían sus hijos Gildardo, Martha, Rafael Armando, Gladys, Olga, Sandra Patricia y Margarita; y trabajaría como conductor para llevar material de cantera para construcción hasta finales de 1970, al empezar su actividad empresarial relacionado con construcciones de vías. 

### Carrera empresarial y política
A pesar de la carencia de experiencia tanto en obras de construcción como en banca, compró el Banco de los Trabajadores adquiriendo acciones de la misma y luego por venta directa a 800 millones de pesos de la época, para luego reanudar sus proyectos de urbanización de viviendas con diversas empresas a su cargo para clases desfavorecidas empezando en Bogotá con Peñón del Cortijo y luego en Soacha donde daría origen más adelante a Altos de Cazucá y a Ciudadela Sucre, adquiriendo predios de las haciendas Terreros (incluido el lago, actual humedal), Tibanica y Calderón sin mayor control de las autoridades, dotando a la naciente urbanización de un acueducto rudimentario y postes de madera para la luz aunque con la actitud de benefactor para sus habitantes.
Posteriormente para ganar más legitimidad a su causa social y urbanística, trabó amistad con el expresidente liberal Alfonso López Michelsen (del que serviría de padrino de la boda de su hija Martha con Germán Higuera) y luego con Ernesto Samper Pizano (entonces concejal de Bogotá). Luego fundó el Movimiento de Integración Popular, partido político con el cual se postularía al Concejo de la esa ciudad, del cual obtuvo un escaño para los periodos 1986-1988 y 1988-1990, aunque con algunos descontentos de algunos seguidores en Soacha, cuestionamientos de medios de comunicación, investigaciones de la Superintendencia Bancaria y sanciones de Dirección de Impuestos Nacionales por no declaración de impuestos y construcción de viviendas sin permiso legal.
Luego enfrentaría dos problemas familiares, el divorcio de su esposa Margarita del cual llevaba años de crisis por supuestas infidelidades y luego el secuestro de su hija Martha a manos el Ejército de Liberación Nacional (ELN) en la Costa Caribe entre 1990 y 1991. Con los cambios políticos que vendrían en Colombia, se postuló para el Senado de la República por el Partido Liberal en octubre de ese mismo año, pero su permanencia fue tan breve que a inicios de 1992, viéndose implicado en el escándalo del alcalde de Bogotá Juan Martín Caicedo por una partida de auxilios a concejales, fue acusado por la Corte Suprema de Justicia en calidad de persona falsa en el reparto de auxilios. Al ser investigado por la Comisión de Ética de la corporación, renunció a su cargo para acogerse a la justicia ordinaria.

### Últimos años
En 1993 Forero fue secuestrado brevemente por un grupo desconocido en el municipio de La Dorada, del cual al ser liberado regresaría a Soacha para anunciar ante sus seguidores su retorno al Senado, pero su candidatura fue abortada en marzo de 1994 por una denuncia penal en su contra al poseer más de dos mil cédulas de ciudadanía y documentos falsos para favorecer su elección, por lo que el Cuerpo Técnico de Investigación de la Fiscalía procedió con el allanamiento de su residencia y capturar a Forero al cual fue enviado a prisión en la Cárcel Distrital de Bogotá por poco tiempo, pues un juez en concedió prisión domiciliaria por un dictamen médico que confirmó un cáncer estomacal al que fallecería después.